# 福清州
福清州，元朝时设置的散州。
元贞元年（1295年）升福清县置。辖境约相当于今福建省福州市福清市地。属福州路。明洪武二年（1369年），复降为县。 